# Camaleão (Marvel Comics)
O Camaleão (Chameleon, em inglês; Дмитрий Смердяков, em russo) ou Dmitri Anatoly Nikolayevich Smerdyakov  é um supervilão das histórias em quadrinhos americanas da Marvel Comics, criado por Stan Lee e Steve Ditko. Apareceu pela primeira vez em The Amazing Spider-Man #1 (março de 1963). Além do ladrão que matou o tio Ben, o Camaleão foi o primeiro inimigo do Homem-Aranha. Tendo por alter ego Dimitri Smerdyakov é o meio-irmão mais novo de Sergei Nikolaevich Kravinoff, mais conhecido como Kraven, o Caçador, com quem morou na Rússia antes de ambos se mudarem para o EUA e virarem vilões do Amigão da Vizinhança.
Ele é comumente descrito como um mestre do disfarce com rosto redondo e pálido como o de um boneco, o que facilitaria seu disfarce imitando qualquer pessoa no mundo. Além de atuar convincentemente, ele consegue imitar a voz das pessoas.

## História
Nascido na Rússia, Dmitri Smerdyakov era o meio-irmão de Sergei Kravinoff. Seus pais eram Nikolai Kravinoff e Sonya Smerdyakov, uma criada da família. Ele foi ensinado a se odiar desde a sua chegada na família Kravinoff. Seu pai odiava a visão de seu rosto e sua mãe o considerava uma humilhação. O único membro de sua família que tentava tolerá-lo era o filho legítimo Sergei, que também era agressivo com ele. A fim de impressionar Sergei, ele o entretinha representando seus vizinhos e amigos. Dmitri estava tão profundamente marcado que ele reprimiu sua própria identidade e passou a acreditar que Sergei era seu amigo. No entanto, segundo a Viúva Negra, sua própria família nunca viu sua verdadeira face.
Sua capacidade de imitação acabou por chamar a atenção dos países comunistas, que o treinaram como espião. O Camaleão contou com suas habilidades e uma mistura de trajes e maquiagem para esconder sua identidade. Ele usava um colete de disfarce com vários bolsos, no qual guardava os materiais necessários para mascarar-se a curto prazo. Logo após a estreia pública do Homem-Aranha, o Camaleão roubou uma parte dos planos para um sistema confidencial de defesa contra mísseis. Ele aprendeu através da mídia que o Homem-Aranha fizera uma visita à principal equipe mundial de aventureiros sobre-humanos naquela época, o Quarteto Fantástico . Havia rumores de que o Quarteto Fantástico estava considerando o herói neófito como membro. O Camaleão teorizou corretamente que o Escalador de Paredes, então procurado pelas autoridades, havia procurado aderir ao Quarteto Fantástico como um meio de garantir uma renda estável. Para cobrir seus rastros, o Camaleão planejava incriminar o Homem-Aranha pelo roubo dos esquemas restantes. No entanto, o herói capturou o Cameleão e o expôs como o verdadeiro culpado, limpando seu nome.
Deportado após sua apreensão, o Camaleão retornou à América vários meses depois. Vendo o Homem-Aranha como um perigo claro para seus objetivos ilícitos, ele alistou seu meio-irmão Sergei como parceiro no crime. Agora chamado Kraven, o Caçador, Sergei tornou-se um excelente rastreador e um atirador experiente, tornando-se um adversário de longa data do Homem-Aranha.
Embora o Camaleão soubesse que seu meio-irmão era egoísta, ele queria ser aceito por Kraven. Ele continuou se provando ser o irmão mais mortal. Para isso, ele decidiu provar sua superioridade sobre Kraven ao derrotar o Homem de Ferro . Disfarçando-se de Capitão América, o Camaleão entrou em contato com o Homem de Ferro e o convenceu de que ele era o verdadeiro Capitão América e que o Capitão América na Mansão dos Vingadores era um impostor. O Homem de Ferro e o Capitão América lutaram até que o Homem-Gigante capturasse o Camaleão e o expusesse. Dmitri passou a se envolver em inúmeros esforços ilegais. Por exemplo, ele já foi espião da H.I.D.R.A. e trabalhou para o Líder e os Irmãos Lobo. Ele também representou J. Jonah Jameson, mas o Homem-Aranha removeu o disfarce. Muitas vezes, ele cometeu roubos apenas para seu próprio benefício. Além do Homem-Aranha, o Camaleão também entrou em conflito com outros combatentes do crime, como Demolidor e Torpedo.

### A morte de Kraven e o encontro com o Duende Verde
Quando Kraven, o Caçador, cometeu suicídio, o Camaleão ficou obcecado em fazer o Homem-Aranha sofrer por seu fracasso em impedir que Kraven se matasse. Para ampliar o escopo de suas habilidades de representação, o Camaleão adotou um cinto holográfico e ingeriu uma fórmula experimental que tornou seu corpo completamente maleável. Capitalizando em suas habilidades aumentadas, ele tentou descobrir a identidade secreta do Homem-Aranha.
O Duende Verde persuadiu o Camaleão a criar dois robôs que pareciam ser os pais mortos de Peter Parker em um esforço para fazer com que Peter lhes dissesse quem realmente era o Homem-Aranha. O Duende já conhecia a identidade do Homem-Aranha, mas queria mexer com a cabeça de Peter, então ele convenceu Camaleão que Parker, devido a todas as fotos que tirou, tinha certeza de conhecer a identidade do Homem-Aranha. Quando o Homem-Aranha descobriu a fraude, ele enlouqueceu com a decepção de perder seus pais novamente. Diante de um Homem-Aranha mais temível e cruel do que nunca, as memórias reprimidas do camaleão de sua infeliz infância com Sergei retornaram e ele caiu em um estado catatônico. Ele apenas repetia as palavras "eu não sou nada". O Camaleão foi levado ao Instituto Ravencroft, mas escapou depois de assumir a identidade de seu médico, Ashley Kafka . Ele sequestrou o Homem-Aranha e o desmascarou, finalmente entendendo porque o Homem-Aranha ficou tão enfurecido depois de descobrir a verdade sobre seus pais robôs. O Camaleão aprisionou Peter e convenceu-o de que ele era um escritor chamado Herbert Smith, que estava encarcerado em um asilo de loucos, e que sua vida como Homem-Aranha havia sido fruto da sua imaginação. O Camaleão assumiu o papel de Peter, mas foi frustrado por Mary Jane , armada com um taco de beisebol, que conhecia o marido muito bem para se apaixonar pela imitação. Escapando, ele foi baleado por seu sobrinho Alyosha Kravinoff , o novo Kraven the Hunter.
Querendo compensar seus crimes passados, ele conseguiu que o Homem-Aranha o encontrasse na ponte onde seu primeiro amor, Gwen Stacy, morreu. O Camaleão declarou sua própria solidão e amor por Pedro. Quando Peter riu de surpresa, ele tentou o suicídio saltando da ponte. O Camaleão sobreviveu. Ele estava com sua capacidade mental comprometida, onde acreditava que ele era Kraven, o Caçador, em vez de Dmitri Smerdyakov. Pouco tempo depois de se recuperar, ele retornou à sua identidade como parte dos Doze Sinistros, de Norman Osborn,
Depois que o Homem-Aranha veio a público com sua identidade, o Camaleão reuniu uma gangue de vilões chamados Exterminators , incluindo Will O 'The Wisp , Espantalho, Enxame e Electro e também chantageou o Homem Derretido em seu emprego, tudo em um esforço para derrotar o Homem-Aranha. . Ele se disfarçou como Peter Parker em uma tentativa de matar May Parker . Ele foi frustrado quando ela descobriu que ele não era seu sobrinho e drogou-o com biscoitos de aveia misturados com o Ambien de Mary Jane.

## Biografia
Em sua primeira aparição o Camaleão é mostrado como um mestre dos disfarces que usando várias identidades,  tenta roubar planos militares para fabricação de mísseis, ao mesmo tempo que tenta incriminar o Homem-Aranha. Nessa história o Camaleão cria seus disfarces de maneira convencional, usando máscaras, roupas e maquiagem. Posteriormente ele adquiriu um equipamento capaz de disfarçá-lo instantâneamente, através de hologramas.

## Poderes e Habilidades
Originalmente, o Camaleão não tinha poderes sobre-humanos e simplesmente usava maquiagem e figurinos elaborados para representar seus alvos. A fim de fazer isso, ele implementou um dispositivo na fivela de seu cinto, que emitia um gás que o ajudava a moldar suas características. Mais tarde, o Camaleão obteve um microcomputador de Spencer Smythe para a fivela do cinto, que poderia ser programada com as características faciais de centenas de pessoas. A fivela de cinto também contém um receptor de vídeo que permite que o computador analise o aparecimento de qualquer um que o Camaleão encontra, de um modo que possa duplicar seus/suas características utilizando impulsos eléctricos. O computador utiliza a tecnologia holográfica que lhe permitia mudar sua aparência com o apertar de um botão. Seus dispositivos eletrônicos também lhe permitiram aparecer como duas pessoas diferentes; para dois observadores simultaneamente. O Traje do Camaleão consiste em uma espécie de "material de memória" que pode ser alterado por impulsos elétricos do seu cinto, de modo a se parecer com a roupa da pessoa que ele está representando.
Mais tarde, os poderes do Camaleão foram feitos naturalmente: a sua epiderme e pigmentação da pele teriam sido cirurgicamente e  mutagenicamente alteradas por um soro para que ele pudesse assumir a aparência de qualquer pessoa à vontade. Ele também usa tecido feito de material de memória que responde aos impulsos nervosos, e pode parecer ou ser o que quiser pelo traje que ele veste.
Quando foi revelado que no seu passado ele tinha uma amizade com o Kraven, também foi revelado que o Camaleão tinha tomado os mesmos soros que Kraven tomou ao longo dos anos. Isto sugeriu que os dois personagens eram da mesma idade (mais de 70 anos). Isso também sugeriu que a força e a resistência física do Camaleão poderiam ter sido aumentadas, mas como a força do Camaleão é muito mais baixa do que a de Kraven, os aumentos podem não ter alcançado um nível super-humano.
Além de suas vantagens físicas, o Camaleão é um mestre do disfarce, e um ator de métodos brilhantes e impressionantes. Ele também é um mestre da criação de máscaras realistas e maquiagens. Ele é um artista de troca rápida, isto é: pode assumir um novo disfarce em menos de um minuto, embora ele não precisa usar mais de um com tais habilidades. Ele também fala várias línguas fluentemente. Embora o Camaleão não seja um gênio científico, durante o seu tempo de vida prolongado, ele foi exposto a uma ampla gama de tecnologia experimental sofisticada, muito do que ele pode ser é eficazmente aplicado nos seus planos nefastos.
Em sua aparição na revista The Amazing Spider-Man de 2010, o escritor Fred Van Lente colocou uma ênfase mais forte em suas habilidades de disfarce, em vez de seus poderes sobre-humanos. Nesta história, Camaleão sequestra pessoas e brutalmente mata elas, jogando-as em um banho de ácido. Logo depois de ouvi-las implorar por suas vidas, ele altera sua voz e seus jeitos de modo que soem exatamente iguais; e leva o rosto da pessoa morta para fazer uma máscara. Este Camaleão mais arrepiante também procura corrigir as vidas de suas "faces", na tentativa de corrigir os problemas de suas vidas; enquanto coloca "eles" (suas vítimas) como parte de alguma visão heróica distorcida de si mesmo.